# Mobile and Ohio Railroad

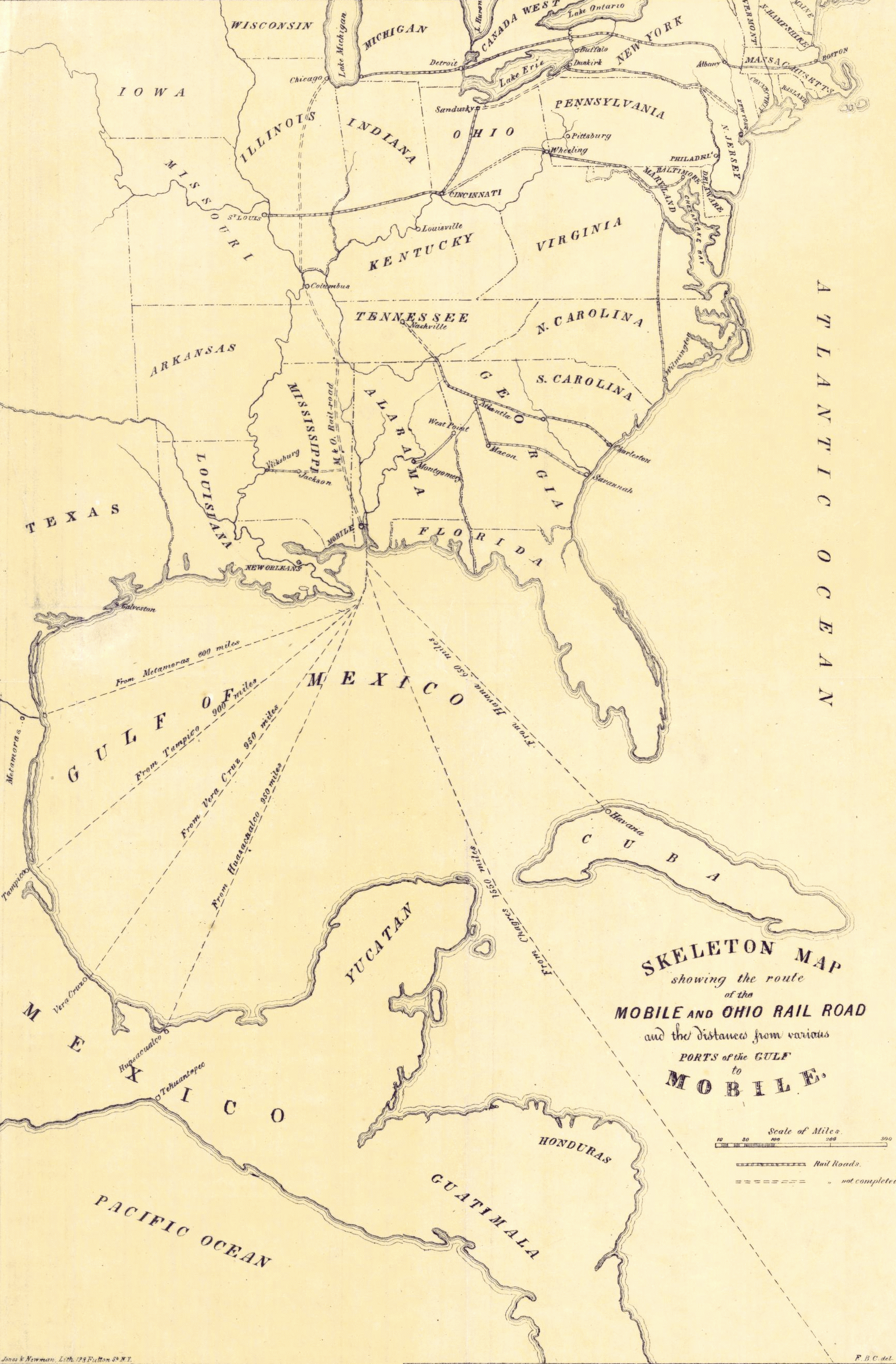
Das geplante Streckennetz der Mobile and Ohio railroad auf einer Karte von 1848

Die Mobile and Ohio Railroad (M&O) war eine amerikanische Eisenbahngesellschaft. Sie wurde Anfang des Jahres 1848 in den Bundesstaaten Alabama, Kentucky, Mississippi und Tennessee gegründet, um den Seehafen in Mobile (Alabama) mit dem Ohio River in der Nähe von Cairo (Illinois) zu verbinden. Am 13. September 1940 fusionierte die Gesellschaft mit der Gulf, Mobile and Northern Railroad zur Gulf, Mobile and Ohio Railroad.

## Geschichte

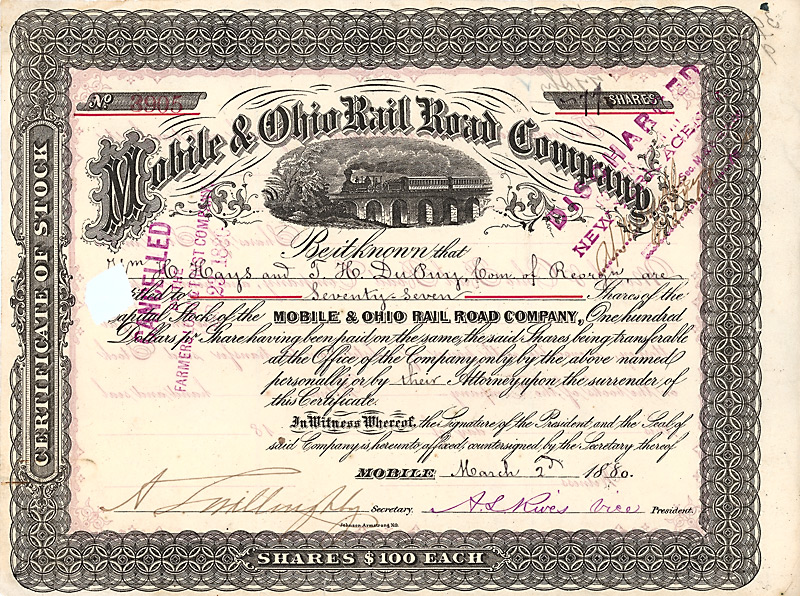
Aktie der Mobile & Ohio Railroad Company vom 8. März 1877

Die Idee der Mobile and Ohio Railroad kam nach der Wirtschaftskrise von 1837 auf, als für den Handel in Mobile schwere Zeiten herrschten. Der Hafen brachte nach der Wirtschaftskrise nicht mehr die gewünschten Erträge. Die Geschäftsleute der Stadt beschlossen daher ein Eisenbahnprojekt um die Wirtschaft der Stadt wieder anzukurbeln.
Der erste Streckenabschnitt wurde 1852 zwischen Mobile und Citronelle (Alabama) eröffnet, das Teilstück nach Columbus (Kentucky) folgte 1861. Von dort wurden Dampfschiffe eingesetzt, um eine Verbindung mit der Illinois Central Railroad in Cairo zu schaffen.
Durch den Ausbruch des Sezessionskrieges kurz nach der Fertigstellung der Linie und die damit verbundene Umfunktionierung zu militärischen Zwecken wurde die „Mobile and Ohio“ bald zum Angriffsziel für beide Seiten. Nach dem Konflikt musste die Strecke fast vollständig wiederaufgebaut werden und die Gesellschaft war dem Konkurs nahe, da Schulden in der Höhe von 5.228.562 Dollar ausstanden, die von der konföderierten Regierung aufgenommen wurden.
Bereits 1870 wurde die Notwendigkeit einer Vervollständigung der Strecke bis nach Cairo als nördliche Endstation erkannt, auf Grund von Geldproblemen konnte dieses Vorhaben allerdings erst am 1. Mai 1882 eröffnet werden. Kurz darauf erwarb die Gesellschaft die St. Louis and Cairo Railroad, eine Schmalspurbahn. Die Strecke wurde auf Normalspur umgebaut und als Strecke von Mobile nach St. Louis (Missouri) eröffnet.
1896 wurde beschlossen, eine Bahnstrecke von Columbus (Mississippi) nach Florida zu bauen. 1898 wurde eine Strecke von Tuscaloosa (Alabama) nach Montgomery (Alabama) mitsamt zwei kurzer Zweigstrecken eröffnet. 1899 eröffnete die Gesellschaft die Mobile and Bay Shore Railway, die von Mobile nach Alabama Port und Bayou La Batre (Alabama) führte.
Die Aktionäre akzeptierten 1901 einen Plan der Southern Railway zur Übernahme der Gesellschaft. Für 1902 war eine Fusion der beiden Gesellschaften vorgesehen, der jedoch vom Gouverneur von Mississippi, James K. Vardaman, widersprochen wurde. Danach führte die Mobile and Ohio den Betrieb unter Kontrolle der Southern Railway fort. Von 1908 an wurde die Mobile and Ohio Railroad als sehr erfolgreiche Eisenbahngesellschaft angesehen. Allerdings begannen die Erträge ab 1926 zu fallen, 1930 hatte die Eisenbahn bereits Schulden in der Höhe von einer Million Dollar. 1932 ging die Gesellschaft erneut in Konkurs. Die Southern Railway wurde angeklagt, den Clayton Antitrust Act verletzt zu haben, indem sie die Einnahmen der M&O zum eigenen Vorteil, aber zum Nachteil dieser verwendet hätte. Der Prozess wurde jedoch 1933 fallengelassen.
Die Southern Railway verkaufte ihre Aktien an der M&O 1940 an die Gulf, Mobile and Northern Railroad. Daraus entstand die Gulf, Mobile and Ohio Railroad.